# Old Bay Seasoning

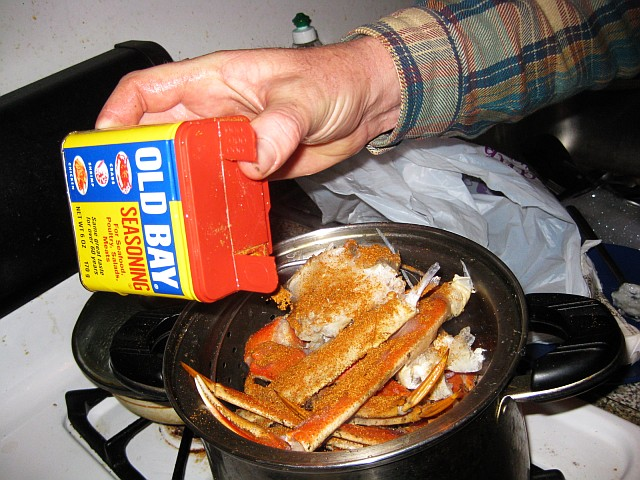
Temperando caranguejo com Old Bay Seasoning

Old Bay Seasoning é uma marca comercial duma mistura de condimentos, também conhecida como “Maryland-style spice” ou “Baltimore Spice”. A mistura, baseada em condimentos secos e moídos, inclui inclui sal-de-aipo (sal-de-cozinha misturado com sementes moídas de aipo ou levístico), gengibre, pimenta-preta, cravinho, alho, mostarda moída e em grão, tomilho, cebola e pimenta-de-caiene. A mistura é usada principalmente em frutos do mar, sendo utilizada para temperar caranguejos na região da baía de Chesapeake, principalmente para o "Maryland Crab Feast", que é o equivalente ao “crawfish boil” da Louisiana. O tempero também é usado para o "Clambake" ou "churrasco de amêijoas" da Nova Inglaterra.
O “Old Bay crab seasoning” teria sido inventado por um refugiado da Alemanha, Gustav C. Brunn, que fundou a “Baltimore Spice Co.” em 1939. Em 1990, o gigante de especiarias McCormick & Company comprou a marca registada, juntamente com a receita e o rótulo azul e amarelo do produto, continuando a produzi-lo até hoje. A “Baltimore Spice” foi comprada em 1986 pela "Hanson Industries", um conglomerado inglês, que logo a seguir a vendeu a uma empresa alemã, a “Fuchs Gewerze GmBH”.